# Tūmatauenga

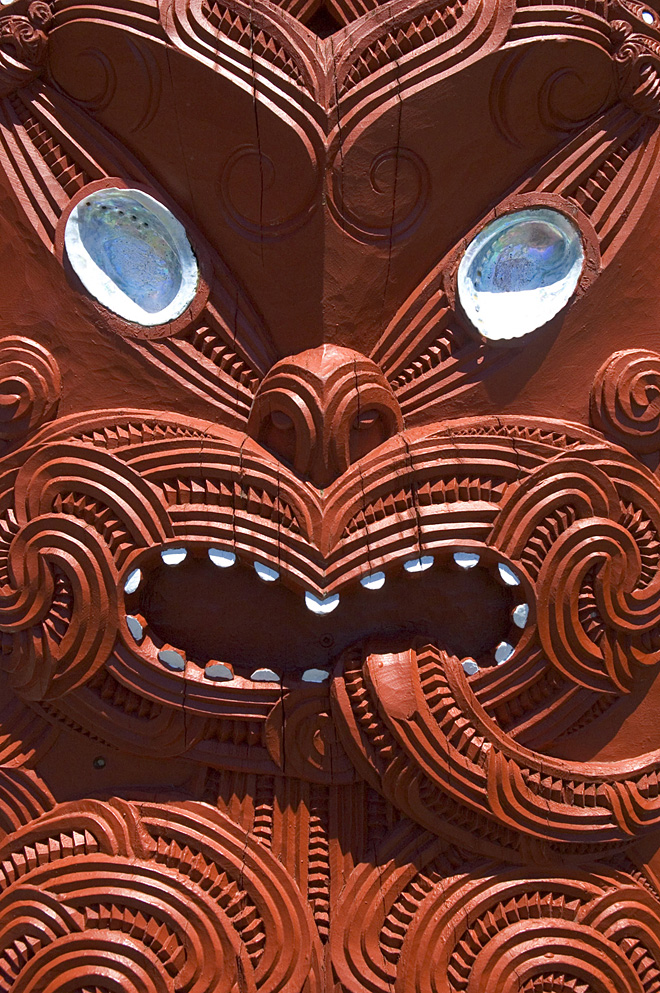
Holzschnitz eines menschlichen Gesichtes. Tūmatauenga, der Kriegsgott, ist der Ursprung der Menschheit

Tū oder Tūmatauenga (Te Reo Māori: 'Tū mit dem zornigen Gesicht') ist in der Mythologie der Māori der Kriegsgott. Alle Gegner in Kriegen beteten ihn an, und er ist einer der Götter, der mit dem größten Respekt bedacht wurde. Er ist direkter Nachfahr des göttlichen Elternpaars Rangi und Papa.

## Gewaltsame Trennung der Eltern
Rangi und Papa sind das ursprüngliche Paar, der Vater Himmel (Rangi) und die Erdgöttin (Papa), die in inniger Umarmung zusammenliegen. Sie haben viele Kinder, die Götter der zweiten Generation, die gezwungen sind, in der beengten Dunkelheit zwischen den Eltern zu leben. Diese Söhne wachsen heran und sprechen miteinander, wie es wäre, im Licht zu leben.
Tūmatauenga, das grimmigste der Kinder, schlägt vor, die beste Lösung aus dieser misslichen Lage wäre, die Eltern zu töten.
Aber sein Bruder Tāne ist nicht einverstanden und schlägt stattdessen vor, die Eltern auseinanderzuschieben, und Rangi wäre dann im Himmel, während Papa auf der Erde leben würde, um die Kinder weiter zu ernähren.
Letztlich setzen einige den Plan um: Rongo, der Gott der (angebauten) Nahrung versucht, seine Eltern auseinanderzuschieben, dann schließen sich Tangaroa, der Meeresgott und Haumia-tiketike, der Gott der (wilden) Nahrung an. Trotz ihrer Bemühungen bleiben Rangi und Papa in innig-liebender Umarmung verbunden. Nach vielen vergeblichen Versuchen gelingt es schließlich Tāne, dem Gott der Wälder und Vögel; im Gegensatz zu seinen Brüdern benutzt er nicht die Hände, sondern legt sich auf den Boden und schiebt mit den Beinen. Unter entsetztem und überraschtem Aufschrei werden Ranginui und Papatuanuku getrennt.
Obwohl Rangi und Papa nicht menschlicher Gestalt sind, sind es Tūmatauenga und seine Brüder.

## Bedeutung
Tūmatauengas Aktionen bilden die Grundlage für manches menschliches Verhalten. Weil er seine Brüder bekriegte, sind die Menschen heute, nach entsprechenden Ritualen, in der Lage, Vögel, die Kinder von Tāne zu töten und zu verspeisen, ebenso die Fische, die Kinder des Meeresgotts Tangaroa, sie können Nahrung, die Kinder von Rongo und Haumia-tiketike anbauen und ernten. Tū ist zudem der Ursprung aller Kriege, und Menschen können Kriege führen, weil er es ihnen vorgemacht hat. Der Körper des ersten gefallenen Kriegers wurde oftmals Tūmatauenga geopfert.

## Namen
Tū trägt viele verschiedene Namen, beispielsweise:
- Tū-ka-riri (Tū der Zornige)
- Tū-ka-nguha (Tū der fürchterliche Krieger)
- Tū-kai-taua (Tū der Zerstörer von Armeen)
- Tū-mata-whāiti (Tū der Duchtriebene)
- Tū-mata-uenga (Tū mit dem zornigen Gesicht)